# Bouvignies
Bouvignies é uma comuna francesa na região administrativa de Altos da França, no departamento do Norte. Estende-se por uma área de 8.7 km². Em 2010 a comuna tinha 1 562 habitantes (densidade: 179,5 hab./km²).